# Victor Abens
Victor Abens (Vianden, 16 d'octubre de 1912 - Lieja, 14 de gener de 1993) fou un polític luxemburguès, membre del Partit Socialista dels Treballadors (LSPA).
Durant la Segona Guerra Mundial va ser membre de l'Lëtzebuerger Vollekslegion, un grup de resistència durant la Segona Guerra Mundial que es va oposar a l'ocupació alemanya a Luxemburg. El novembre de 1944 va dirigir amb èxit la defensa de la seva ciutat natal i del castell de Vianden contra l'assalt per la Waffen SS. Va ocupar un escó a la Cambra de Diputats de Luxemburg de 1945 a 1981 i va ser alcalde de Vianen de 1946 a 1981. També va estar com a representant de la Cambra de Diputats a l'Assemblea Parlamentària del Consell d'Europa de 1964 a 1979, així com membre del Parlament Europeu entre 1979 i 1984. Va ser vicepresident del Grup Socialista des de juliol de 1984 a abril de 1987.

## Honors
- Creu de Guerra (Luxemburg)
- Comendador de l'Orde de la Corona de Roure (Luxemburg)
- Gran Creu de la Bundesverdienstkreuz (República Federal d'Alemanya)
- Oficial de l'Orde d'Orange-Nassau (Països Baixos).
- Comandant de l'Orde de l'Imperi Britànic (Regne Unit)